# Winston-Salem Open 2019 - Qualificazioni singolare
Le qualificazioni del singolare del Winston-Salem Open 2019 sono state un torneo di tennis preliminare per accedere alla fase finale della manifestazione. I vincitori dell'ultimo turno sono entrati di diritto nel tabellone principale. In caso di ritiro di uno o più giocatori aventi diritto a questi sono subentrati i lucky loser, ossia i giocatori che hanno perso nell'ultimo turno ma che avevano una classifica più alta rispetto agli altri partecipanti che avevano comunque perso nel turno finale.

## Teste di serie
1. Damir Džumhur (qualificato)
2. Bjorn Fratangelo (qualificato)
3. Marcos Giron (qualificato)
4. Christopher Eubanks (primo turno)

1. Filip Peliwo (primo turno)
2. Marcelo Arévalo (primo turno)
3. Borna Gojo (ultimo turno)
4. Kevin Krawietz (primo turno)

## Qualificati
1. Damir Džumhur
2. Bjorn Fratangelo

1. Marcos Giron
2. Raymond Sarmiento

## Tabellone

### Legenda
| - Q = Qualificato - WC = Wild card - LL = Lucky loser | - ALT = Alternate - SE = Special Exempt - PR = Protected Ranking | - w/o = Walkover - r = Ritirato - d = Squalificato |

### Sezione 1
|  | Primo turno | Primo turno        | Primo turno | Primo turno | Primo turno |  |  | Ultimo turno | Ultimo turno       | Ultimo turno | Ultimo turno | Ultimo turno |  |
|  |             |                    |             |             |             |  |  |              |                    |              |              |              |  |
|  | 1           | Damir Džumhur      | 6           | 2           | 6           |  |  |              |                    |              |              |              |  |
|  |             | Kevin King         | 4           | 6           | 1           |  |  | 1            | Damir Džumhur      | 4            | 6            | 6            |  |
|  | Alt         | Strong Kirchheimer | 4           | 6           | 6           |  |  | Alt          | Strong Kirchheimer | 6            | 2            | 1            |  |
|  | 8           | Kevin Krawietz     | 6           | 2           | 4           |  |  |              |                    |              |              |              |  |

### Sezione 2
|  | Primo turno | Primo turno       | Primo turno       | Primo turno | Primo turno |  |  | Ultimo turno | Ultimo turno      | Ultimo turno | Ultimo turno | Ultimo turno |  |
|  |             |                   |                   |             |             |  |  |              |                   |              |              |              |  |
|  | 2           | Bjorn Fratangelo  | Bjorn Fratangelo  | 6           | 6           |  |  |              |                   |              |              |              |  |
|  | Alt         | Jürgen Melzer     | Jürgen Melzer     | 4           | 4           |  |  | 2            | Bjorn Fratangelo  | 7            | 4            | 6            |  |
|  | WC          | Petros Chrysochos | Petros Chrysochos | 6           | 6           |  |  | WC           | Petros Chrysochos | 5            | 6            | 1            |  |
|  | 5           | Filip Peliwo      | Filip Peliwo      | 1           | 0           |  |  |              |                   |              |              |              |  |

### Sezione 3
|  | Primo turno | Primo turno  | Primo turno  | Primo turno | Primo turno |  |  | Ultimo turno | Ultimo turno | Ultimo turno | Ultimo turno | Ultimo turno |  |
|  |             |              |              |             |             |  |  |              |              |              |              |              |  |
|  | 3           | Marcos Giron | Marcos Giron | 6           | 6           |  |  |              |              |              |              |              |  |
|  |             | Roy Smith    | Roy Smith    | 2           | 0           |  |  | 3            | Marcos Giron | Marcos Giron | 6            | 6            |  |
|  | WC          | Taha Baadi   | Taha Baadi   | 4           | 4           |  |  | 7            | Borna Gojo   | Borna Gojo   | 4            | 4            |  |
|  | 7           | Borna Gojo   | Borna Gojo   | 6           | 6           |  |  |              |              |              |              |              |  |

### Sezione 4
|  | Primo turno | Primo turno         | Primo turno | Primo turno | Primo turno |  |  | Ultimo turno | Ultimo turno      | Ultimo turno      | Ultimo turno | Ultimo turno |  |
|  |             |                     |             |             |             |  |  |              |                   |                   |              |              |  |
|  | 4           | Christopher Eubanks | 6           | 3           | 4           |  |  |              |                   |                   |              |              |  |
|  | PR          | Raymond Sarmiento   | 3           | 6           | 6           |  |  | PR           | Raymond Sarmiento | Raymond Sarmiento | 6            | 6            |  |
|  |             | Daniel Nguyen       | 6           | 4           | 7           |  |  |              | Daniel Nguyen     | Daniel Nguyen     | 2            | 3            |  |
|  | 6           | Marcelo Arévalo     | 4           | 6           | 63          |  |  |              |                   |                   |              |              |  |